# Heinrich Alexander Stoll
Heinrich Alexander Stoll, właśc. Heinrich Joachim Friedrich Karl Hans Stoll (ur. 8 grudnia 1910 w Parchim, zm. 4 marca 1977 w Poczdamie) – wschodnioniemiecki pisarz, autor prac z zakresu historii i archeologii historycznej, a także powieści i opowiadań.

## Życiorys
Był synem urzędnika, dorastał w Meklemburgii. W latach 1929–1933 studiował protestancką teologię i historię sztuki na uniwersytetach w Erlangen i Rostocku. Po studiach pracował jako wikariusz w Perlin. Jako aktywny członek Kościoła Wyznającego otrzymał w 1935 roku zakaz publikacji i wypowiedzi. W latach 1936–1943 podróżował po Danii, Holandii, Szwajcarii i Włoszech. W Rzymie studiował archeologię i pracował jako korespondent zagranicznych gazet. W 1943 roku został powołany do służby w jednostce karnej Wehrmachtu. W połowie 1944 roku doznał poważnej kontuzji, która uczyniła go niezdatnym do służby do końca wojny.
Po zakończeniu II wojny światowej Stoll zamieszkał ponownie w Parchim. W 1945 roku został członkiem Liberalno-Demokratycznej Partii Niemiec, a w 1946 został aresztowany przez NKWD z powodu krytycznych uwag o sowieckiej władzy okupacyjnej. Przez dwa lata przebywał w obozie internowania w Neubrandenburgu. W 1949 roku ponownie aresztowany przez NKWD za rzekome szpiegostwo. W 1950 został skazany bez procesu na dziesięć lat ciężkich robót na Syberii. W 1953 roku zwolniony z więzienia w Związku Radzieckim, powrócił do Parchim. Tam pracował jako niezależny pisarz. W 1957 znów został aresztowany na okres dwóch miesięcy.
Napisał wiele popularnych prac naukowych z zakresu historii i archeologii historycznej, a także powieści i opowiadań. Pełnił też funkcję wydawcy i redaktora, zwłaszcza w edycjach germańskich i starożytnych legend. W 1963 Niemiecki Instytut Archeologiczny (DAI) przyznał mu Medal Winckelmanna, a w 1975 otrzymał artystyczno-literacką nagrodę im. Theodora Fontany.

## Publikacje
- Theodor Kliefoth als Kirchenführer, Göttingen 1936
- Capri, Göttingen 1937
- Der Tod des Hypathos. Novelle, Leipzig 1942
- Rebellion um Leveke, Leipzig 1955
- Der gute Plon, Berlin 1956 (współautor: Klaus Hallacz)
- Die Schlangenkrone, Berlin 1956 (współautor: Klaus Hallacz)
- Sen o Troi (Der Traum von Troja, Leipzig 1956)[2]
- Vom Räuber Viting und andere Sagen aus Mecklenburg und dem Spreewald, Berlin 1956 (współautor: Klaus Hallacz)
- Scherzo, Leipzig 1957
- Deutsche Heldensagen, Berlin
  - Tom 1. Dietrich von Bern, 1958
  - Tom 2. Kudrun und Nibelungen, 1960
- Der stralsundische Ratskutscher und andere deutsche Sagen, Berlin 1958 (współautor: Klaus Hallacz)
- Der Zauberer von San Silvestro, Berlin 1959
- Die Höhle am Toten Meer, Berlin 1960
- Laternenballade, Leipzig 1960
- Winckelmann, seine Verleger und seine Drucker, Berlin 1960
- Griechische Tempel, Leipzig 1961
- Die Brücke am Janiculus, Berlin 1962
- Johann Heinrich Voß, Berlin
  - Tom 1. Der Junge aus Penzlin, 1962
  - Tom 2. Der Löwe von Eutin, 1966
- Noch lebt der Hecht, Rostock 1962
- Der Ring des Etruskers, Berlin 1963
- Bogowie i giganci (Götter und Giganten, Berlin 1964)[3]
- Die Antike in Stichworten, Leipzig 1966 (współautor: Gerhard Löwe)
- Der Hexenbaum von Ulrichshusen, Berlin 1967
- Tod in Triest, Berlin 1968
- Stralsundische Geschichten, Berlin 1972
- Begegnungen im Zuge, Berlin 1981